# Leza-Lockwood Aircam
Die Leza-Lockwood Aircam ist ein ein- bis dreisitziges zweimotoriges Leichtflugzeug des US-amerikanischen Herstellers Lockwood Aircraft Corp. mit Sitz in Sebring (Florida).

## Entwicklung
Die Aircam wurde im Auftrag von National Geographic durch den Ultraleicht-Pionier Phil Lockwood als Kameraflugzeug (Air Cam) für umfangreiche Filmaufnahmen des Ndoki Regenwaldes der Republik Kongo gebaut. Um möglichen Motorausfällen und damit verbundenen Notlandungen vorzubeugen, sollte es zweimotorig ausgeführt werden. Dies erforderte ein großes Seitenleitwerk und einen sehr stabilen Rumpf zur Aufnahme der Torsionskräfte.
Von der Idee der Konstruktion überzeugt, gründete er mit dem Finanzier Antonio Leza die Leza-Lockwood Company zum Vertrieb der Aircam als Bausatz für jedermann mit einem Preis von rund 100.000 US-Dollar. Das Modell mit der Seriennummer 001 ist im EAA AirVenture Museum in Oshkosh (Wisconsin) ausgestellt.

## Technische Daten
| Kenngröße             | Daten                                             |
| --------------------- | ------------------------------------------------- |
| Besatzung             | 1                                                 |
| Passagiere            | 0–2                                               |
| Länge                 | 8,23 m                                            |
| Spannweite            | 10,97 m                                           |
| Höhe                  | 2,54 m                                            |
| Leermasse             | 472 kg                                            |
| max. Startmasse       | 762 kg                                            |
| Reisegeschwindigkeit  | 122 km/h                                          |
| Höchstgeschwindigkeit | 177 km/h                                          |
| Reichweite            | 544 km                                            |
| Triebwerke            | zwei Vierzylinder-Viertakt-Boxermotoren Rotax 912 |